# Cmentarz ewangelicki w Lądku-Zdroju
Cmentarz ewangelicki w Lądku-Zdroju – cmentarz położony w Lądku-Zdroju przy ulicy Śnieżnej 12. Został założony w 1908 roku przez miejscową gminę ewangelicką na potrzeby grzebania jej zmarłych członków. W jego południowej części znajdowała się kaplica przedpogrzebowa. Po zakończeniu II wojny światowej i wysiedleniu dotychczasowych mieszkańców miasta do Niemiec nekropolia została przejęta przez polską parafię katolicką. Pod koniec lat siedemdziesiątych XX wieku rozebrano mur oddzielający go od cmentarza katolickiego, łącząc je razem. Wyremontowano także kaplicę, której kopułę wieży w roku 1996 pokryto blachą miedzianą. 